# Günther Wackernagel
Günther Wackernagel (* 13. März 1916 in Magdeburg; † 24. November 2001 in Berlin) war ein deutscher antifaschistischer Widerstandskämpfer und in der DDR ein führender Mitarbeiter der Volkspolizei.

## Leben und Wirken
Wackernagel stammte aus einer Arbeiterfamilie. Seine Eltern sympathisierten mit der SPD, und er wurde Mitglied der Sozialistischen Arbeiterjugend (SAJ). Am 30. Dezember 1932 trat der in die KPD ein.
Er absolvierte in Magdeburg eine Ausbildung zum Former in der Eisengießerei der Polte-Werke. Nach der Machtergreifung der Nationalsozialisten nahm er an mehreren Widerstandsaktionen der KPD teil. Nachdem die Gestapo in der Eisengießerei die von Wackernagel hergestellte KPD-Betriebszeitung „Der Polte-Prolet“ gefunden hatte verhaftete sie ihn am 1. Oktober 1934 wegen „Verdachts kommunistischer Umtriebe“. Sie konnte Wackernagel aber nichts beweisen und musste ihn freilassen. Er wurde jedoch aus seinem Arbeitsverhältnis wegen „politischer Unzuverlässigkeit“ entlassen.
Am 19. August 1935 wurde Wackernagel von der Gestapo beim Verteilen von Flugblättern festgenommen. Er kam in das Polizeigefängnis im Magdeburger Stadtteil Sudenburg, wo er brutal verhört wurde. Nach sechs Monaten Einzelhaft wurde er in das Berliner Polizeigefängnis am Alexanderplatz verlegt, später in das Untersuchungsgefängnis Moabit. Am 27. Januar 1936 wurde er vom Kammergericht Berlin insbesondere wegen Vorbereitung zum Hochverrat zu zwei Jahren Zuchthaus verurteilt, die er im Zuchthaus Luckau absaß. Als er danach keine Reue zeigte, nahm ihn die Gestapo am 21. August 1937 im Polizeigefängnis am Alexanderplatz in Schutzhaft und verbrachte ihn am 23. September in das KZ Sachsenhausen. Dort war er u. a. Häftlingssanitäter. Am 30. September 1940 kam er in das KZ Neuengamme, wo er als Häftlingspfleger im Krankenrevier und zeitweise auch zur medizinischen Betreuung sowjetischer Kriegsgefangener eingesetzt wurde. Mitte 1943 wurde er in das Außenlager Hannover-Stöcken verlegt. Dort arbeitete er als leitender Häftling der Krankenstation. Über einen Zivilarbeiter erhielt er einen Rundfunkapparat, über den er an Informationen zum Kriegsgeschehen kam, die er an Mithäftlinge weitergab.
Im November 1944 wurde er in die SS-Sondereinheit Dirlewanger zwangsversetzt, und er kam zum Kriegseinsatz an die Ostfront. Anfang 1945 ergab er sich der Roten Armee.
Nach dem Ende des NS-Staats ging Wackernagel in der Sowjetischen Besatzungszone zur Polizei. Er arbeitete im Kriminalpolizeisekretariat Magdeburg und wurde 1954 in Berlin Leiter der Abteilung Allgemeine Kriminalität im Ministerium des Innern. Außerdem war er leitend im Komitee der Antifaschistischen Widerstandskämpfer der DDR tätig. Er setzte sich intensiv für die Aufarbeitung der NS-Zeit ein und leitete viele Jahre lang die Lagerarbeitsgemeinschaft Neuengamme im Komitee der Antifaschistischen Widerstandskämpfer.
Wackernagels autobiografische Erinnerungen wurden unter dem Titel „Zehn Jahre gefangen“ 1987 vom Verlag Neues Leben publiziert.
Wackernagel war mit Erika Wackernagel (1915–2009) verheiratet. Beide wurden im VdN-Ehrenhain des Zentralfriedhofs Friedrichsfelde beigesetzt.